# Żeby nie było śladów
Żeby nie było śladów. Sprawa Grzegorza Przemyka – książka-reportaż o Grzegorzu Przemyku, autorstwa Cezarego Łazarewicza z 2016 roku. W 2017 nagrodzona Nagrodą Literacką „Nike”.
Premiera książki, która ukazała się nakładem Wydawnictwa Czarne, miała miejsce 17 lutego 2016, wydanie II - 9 stycznia 2017, a III - 18 października 2021.
W październiku 2017 książka została nominowana do Nagrody Historycznej im. Kazimierza Moczarskiego za rok 2017.
W 2021 na podstawie książki powstał film pod tym samym tytułem w reżyserii Jana Pawła Matuszyńskiego